# エトランゼシリーズ
『エトランゼ』シリーズは、紀伊カンナによるボーイズラブ漫画シリーズ。シリーズ第一作であり紀伊のデビュー作である『海辺のエトランゼ』（うみべのエトランゼ）は『on Blue』にて2013年から2014年にかけて連載され、その続編である『春風のエトランゼ』（はるかぜのエトランゼ）が『on Blue』にて2014年から連載されている。2020年にはアニメ映画『海辺のエトランゼ』が公開された。

## 登場人物
橋本駿（はしもと しゅん）
声 - 村田太志（ドラマCD、映画）
北海道出身の若手小説家。ゲイであり、幼馴染との婚約を破談にしたことや自身のセクシュアリティを両親に咎められたことから実家を出て沖縄で暮らしており、そこで実央と出会う。
知花実央（ちばな みお）
声 - 松岡禎丞（ドラマCD、映画）
沖縄出身のフリーター。幼いころに父を亡くし、高校生のときに母を亡くす。その頃に駿と出会う。
桜子（さくらこ）
声 - 嶋村侑（ドラマCD、映画）
駿の幼馴染で元婚約者。
絵里（えり）
声 - 伊藤かな恵（ドラマCD、映画）
駿が沖縄で住んでいた民宿の住民のひとり。鈴のガールフレンド。
鈴（すず）
声 - 仲谷明香（ドラマCD、映画）
駿が沖縄で住んでいた民宿の住民のひとり。絵里のガールフレンド。
おばちゃん
声 - 佐藤はな（ドラマCD、映画）
駿が沖縄で住んでいた民宿の大家。
橋本ふみ（はしもと ふみ）
声 - 池辺久美子（ドラマCD）
中学2年生の駿の弟。駿が家を出た後、養子として橋本家に引き取られた。

## 制作背景
紀伊カンナはアニメーターを務めた後に2010年に「庭」という名義でイラストレーターとなった。あるとき紀伊の同人誌を見た『on Blue』の編集者から猫マンガを描かないかという誘いがあった。紀伊はこの誘いを断ったが、その編集者からは連絡が続き、当初は読み切り漫画として掲載された。読み切りに対して反応は少なかったが、これを読んだ紀伊の友人からキャラクターについて聞かれるうちに紀伊のなかでキャラクター像が固まっていったという。
紀伊によると、本作では「うまく行かない事に対し強い気持ちで立ち向かったり頑張るのが全てではない」という気分を漫画にしており、中心となるテーマは設けていないという。また、同性愛を描くにあたっては、紀伊はなるべく中間の観点から描いていると語っている。このほか、読後感を悪くしないために同性愛に関する問題については適度に軽く見せるようにしているという。

## 評価
『海辺のエトランゼ』は2014年の「全国書店員が選んだおすすめBLコミック」において5位を記録した。「このマンガがすごい！」の粟生こずえは『海辺のエトランゼ』について、人物のロングショットやクローズアップ、カメラワーク、色のコントラストを称賛し、前職がアニメーターであることが納得の表現力の高さであると評価している。また、『春風のエトランゼ』の1巻についても、登場人物の心情描写などの表現力は一級品であり、北海道への旅などの描写はリアリティを持っていると評価している。「このマンガがすごい！」の山王さくらこは、細々とした背景の書き込みが醸し出す生活感が本作の魅力であると評している。

## 関連メディア

### ドラマCD
2016年には『春風のエトランゼ』2巻のアニメイト限定版に付属して村田太志が橋本駿を、松岡禎丞が知花実央を演じるドラマCDがリリースされた。ドラマCDでは『春風のエトランゼ』1巻の巻末のシーンと巻末マンガが2本立てで収録された。2017年には『BLCDコレクション 春風のエトランゼ1』がリリースされた。

### 映画
2019年10月にフジテレビのBLアニメレーベルであるBLUE LYNXの3作目として本作の映画化が発表された。監督・脚本は大橋明代が務め、スタジオ雲雀が制作した。また、紀伊自身もキャラクターデザインを手がけた。劇場版は2020年9月11日に松竹ODS事業室から日本全国で公開され、その後、台湾や香港などで公開された。

## 書誌情報
- 紀伊カンナ 『海辺のエトランゼ』 祥伝社〈Feelコミックス オンブルー〉、2014年7月25日発売[16]、ISBN 978-4-396-78348-8
- 紀伊カンナ 『春風のエトランゼ』 祥伝社〈on Blue コミックス〉、既刊5巻（2022年10月25日現在）
  1. 2015年7月25日発売[17]、ISBN 978-4-396-78364-8
  2. 2016年7月25日発売[18]、ISBN 978-4-396-78388-4
  3. 2017年7月25日発売[19]、ISBN 978-4-396-78420-1
  4. 2020年8月25日発売[20]、ISBN 978-4-396-78504-8
  5. 2022年10月25日発売[21]、ISBN 978-4-396-78552-9